# Lijst van voetbalinterlands Belize - Nicaragua
Deze lijst van voetbalinterlands is een overzicht van alle officiële voetbalwedstrijden tussen de nationale teams van Belize en Nicaragua. De Midden-Amerikaanse landen speelden tot op heden twaalf keer tegen elkaar. De eerste ontmoeting, een vriendschappelijke wedstrijd, werd gespeeld in Belize City op 26 april 2001. Het laatste duel, een kwalificatiewedstrijd voor het Wereldkampioenschap voetbal 2026, vond plaats op 8 juni 2024 in Belmopan.

## Wedstrijden
| №  | Plaats         | Datum            | Competitie                | Wedstrijd          | Uitslag |
| -- | -------------- | ---------------- | ------------------------- | ------------------ | ------- |
| 1  | Belize City    | 24 april 2001    | Vriendschappelijk         | Belize – Nicaragua | 2 – 0   |
| 2  | Belize City    | 26 april 2001    | Vriendschappelijk         | Belize – Nicaragua | 2 – 1   |
| 3  | Guatemala-Stad | 23 februari 2005 | UNCAF Nations Cup 2005    | Nicaragua – Belize | 1 – 0   |
| 4  | San Salvador   | 12 februari 2007 | UNCAF Nations Cup 2007    | Nicaragua – Belize | 4 – 2   |
| 5  | Tegucigalpa    | 26 januari 2009  | UNCAF Nations Cup 2009    | Nicaragua – Belize | 1 – 1   |
| 6  | Panama-Stad    | 18 januari 2011  | Copa Centroamericana 2011 | Nicaragua – Belize | 1 – 1   |
| 7  | San José       | 22 januari 2013  | Copa Centroamericana 2013 | Nicaragua – Belize | 1 – 2   |
| 8  | Panama-Stad    | 20 januari 2017  | Copa Centroamericana 2017 | Nicaragua − Belize | 3 − 1   |
| 9  | Managua        | 4 juni 2021      | WK 2022 kwalificatie      | Nicaragua − Belize | 3 − 0   |
| 10 | Managua        | 29 januari 2022  | Vriendschappelijk         | Nicaragua – Belize | 4 – 0   |
| 11 | Managua        | 1 februari 2022  | Vriendschappelijk         | Nicaragua – Belize | 1 – 1   |
| 12 | Belmopan       | 8 juni 2024      | WK 2026 kwalificatie      | Belize − Nicaragua | 0 − 4   |

## Samenvatting
| Competitie           | Totaal gespeeld | Winst Belize | Gelijk | Winst Nicaragua | Doelsaldo Belize – Nicaragua |
| -------------------- | --------------- | ------------ | ------ | --------------- | ---------------------------- |
| WK-kwalificatie      | 2               | 0            | 0      | 2               | 0 − 7                        |
| Copa Centroamericana | 6               | 1            | 2      | 3               | 7 − 11                       |
| Vriendschappelijk    | 4               | 2            | 1      | 1               | 5 − 6                        |
| Totaal               | 12              | 3            | 3      | 6               | 12 − 24                      |

Wedstrijden bepaald door strafschoppen worden, in lijn met de FIFA, als een gelijkspel gerekend.

## Details

### Vierde ontmoeting
| UNCAF Nations Cup 2007 (San Salvador, El Salvador, 12 februari 2007):        |       |                                     |
| Nicaragua                                                                    | 4 – 2 | Belize                              |
| Emilio Palacios 12' Emilio Palacios 20' Milton Busto 28' Emilio Palacios 68' | goals | 25' Deon McCauley 34' Deon McCauley |